# Mont-roig, l'église et le village
Mont-roig, l'église et le village est un tableau réalisé par le peintre espagnol Joan Miró en 1919. Cette huile sur toile est un paysage représentant Mont-roig del Camp. Elle est conservée à la fondation Joan-Miró, à Barcelone.

## Expositions
- Miró : La couleur de mes rêves, Grand Palais, Paris, 2018-2019 — n°7.